# Vsevolod Sanaïev
Vsevolod Vassilievitch Sanaïev (Все'волод Васи'льевич Сана'ев), né le 25 février 1912 (9 mars 1912 dans le calendrier grégorien) à Toula (Empire russe) et mort le 27 janvier 1996 à Moscou (Russie), est un acteur soviétique et russe.

## Filmographie partielle

### Au cinéma
- 1938 : Volga Volga : le bûcheron
- 1938 : S'il y a la guerre demain : un soldat
- 1939 : Une jeune fille de caractère (Devouchka s kharakterom)
- 1940 : Lioubimaïa dievouchka (La Bien-aimée) d'Ivan Pyriev : Vassili Dobriakov
- 1941 : Pervopetchatnik Ivan Fedorov : Piotr Timofeïev, assistant d'Ivan
- 1944 : Ivan Nikouline - marin russe : Aliocha
- 1945 : Les cœurs des quatre : jeune soldat écrivant des lettres d'amour
- 1946 : Dans les montagnes de Yougoslavie (V gorakh Yougoslavii) : Alexeï Goubanov
- 1947 : Les Diamants (Almazy) : Sergueï Nesterov
- 1948 : La Jeune Garde (Молодая гвардия) de Sergueï Guerassimov : communiste
- 1948 : Les Pages de la vie (Stranitsy jizni) : speaker à la radio
- 1950 : Ils ont une patrie (Ou nikh est Rodina) : Sorokine
- 1950 : Joukovski : l'étudiant
- 1951 : Le Médecin de campagne (Сельский врач) de Sergueï Guerassimov : secrétaire
- 1952 : L'Inoubliable 1919 (Незабываемый 1919 год) de Mikhaïl Tchiaoureli : Boris Savinkov
- 1951 : Dans la steppe (V stepi)
- 1952 : Sarmiko : voix
- 1952 : Le Médecin de campagne (Selskiy vratch, Сельский врач) de Sergueï Guerassimov
- 1953 : La Moisson (Vozvrachtchenie Vassilia Bortnikova)  de Vsevolod Poudovkine : Kentaurov
- 1953 : Les hors-la-loi (Bezzakoniye) : Ermolaï, le gardien
- 1956 : Le Premier Convoi (Pervyy echelon) de Mikhaïl Kalatozov
- 1956 : Les Destins différents (Raznye soudby) de Leonid Loukov
- 1958 : Histoires à propos de Lénine (Rasskazy o Lenine) : N. A. Yemelyanov
- 1959 : Sur les chemins de la guerre (Na dorogakh voyny) : Ouvarov
- 1959 : Au fin fond de la steppe (V stepnoy tichi)
- 1959 : Dette impayée (Neoplatchennyy dolg) : Alexeï Okountchikov
- 1960 : Trijdy voskresshiy
- 1961 : Cinq jours - cinq nuits (Pyat dney - pyat notchey) : le sergent Koslov
- 1962 : Des enfants adultes (Vzroslye dieti) : Vassili Vassilievitch
- 1963 : C'est arrivé à la police (Eto sloutchilos v militsii) : le major Sazonov
- 1963 : La Tragédie optimiste (Optimistitcheskaïa traguedia) de Samson Samsonov : Sipliy
- 1964 : L'Étincelle verte (Zelyonyi ogonyok)
- 1964 : Le Grand minerai (Bolchaïa rouda) de Vassili Ordynski
- 1964 : Premier jour de permission (Pierwszy dzien wolnosci)
- 1966 : L'Appel (Pereklitchka) de Daniil Khrabrovitski
- 1966 : Votre fils et frère (Vach syn i brat) de Vassili Choukchine : le Père Yermolaï Voïevodine
- 1967 : Pris au piège (V zapadne)
- 1968 : Contre l'ennui (Skouki radi, Скуки ради) de Artur Voitetski : Gomozov
- 1968 : Moscou est derrière nous (Za nami Moskva) : le général Panfilov
- 1969 : Je suis sa fiancée (Ya ego nevesta)
- 1969 : Le Témoin principal (Glavnyy svidetel)
- 1970 : Le Retour du Saint-Luc (Vozvrachtchenie 'Svyatogo Louki', Странные люди) : le colonel Zorine
- 1970 : Les cadets du Kremlin (Kremlyovskie koursanty)
- 1970 : Des gens étranges (Strannye lioudi) de Vassili Choukchine : (segment "Doumy")
- 1971 : Pas de jour sans aventure (Ni dnya biez priklioutcheniy) : Daniliouk
- 1970 : Libération (Osvobozhdeniye, Освобождение) de Youri Ozerov
- 1971 : Otkradnatiyat vlak : le général Ivan Vassilievitch
- 1972 : À bâtons rompus (Petchki-lavotchki, Печки-лавочки) de Vassili Choukchine : le professeur
- 1972 : Eolomea : Kun, le pilote
- 1972 : La Vie de Niourka (Niourkina jizn) : Boris Gavrilovitch
- 1974 : C'est ici qu'est notre maison (Zdies nach dom)
- 1974 : Le Prince noir (Tchiorny prints)
- 1975 : Là-bas à l'horizon, aussi Là-bas, derrière l'horizon (Tam, za gorizontom, Там, за горизонтом) de Youri Egorov
- 1975 : Rendez-nous Rex (Vernite Reksa)
- 1976 : Et d'autres personnalités officielles (...I drougie ofitsialnye litsa)
- 1976 : Le Lointain proche (Blizkaïa dal)
- 1976 : Le Temps : de Moscou (Vremya: moskovskoye) : Nazar Loukitch Grigorenko
- 1979 : La Version du colonel Zorine (Versiya polkovnika Zorina)
- 1979 : Mon amour, mon chagrin (Lioubov moya, petchal moya) : le père de Ferhad
- 1981 : D'hiver en hiver (Ot zimy do zimy)
- 1981 : Téhéran 43 (Tegeran-43) d'Aleksandr Alov et Vladimir Naoumov : l'aubergiste
- 1981 : L'Ami sans appel (Nezvany drug)
- 1982 : Vie privée (Tchastnaïa jizn)
- 1983 : Belye rossy d'Igor Dobrolioubov : Fedos Khodas
- 1983 : Le Mystère des merles (Taïna tchyornykh drozdov) : George Fortescue
- 1985 : Espérance et Soutien (Nadejda i opora)
- 1986 : Le Dégel (V raspoutitsou)
- 1987 : Appellation (Apelliatsia)
- 1987 : Mélodie oubliée pour une flûte (Zabytaïa melodia dlia fleïty) d'Eldar Riazanov : Yaroslav Stepanovitch
- 1995 : Chirli-myrli (Ширли-мырли) de Vladimir Menchov : mélomane